# Carl Johan Lundvall
Carl Johan Lundvall, född 12 augusti 1775 på Utö, Österhaninge socken, Södermanland, död 14 mars 1858 i Munktorps socken, var en svensk professor och präst.

## Biografi
Lundvall blev student vid Uppsala universitet 1794, filosofie magister 1800, docent i latin 1802, extra ordinarie adjunkt i litterae humaniores 1809 och professor i latinsk vältalighet och poesi 1813 vid Uppsala universitet. Han höll, å dettas vägnar, latinska tal med anledning av änkedrottning Sofia Magdalenas död och jubelfesten 1830. Samma år blev han teologie doktor och utnämndes 1831 till kyrkoherde i Munktorps socken, Västerås stift, vilken befattning han 1834 tillträdde. Redan 1836 erhöll han dock för sjuklighet befrielse från pastoralvården. Han presiderade vid prästmötet i Västerås 1842, men framträdde för övrigt sällan i offentliga sammanhang. Förutom akademiska avhandlingar och program, tal samt dikter vid högtidliga tillfällen, allt på latin, efterlämnade Lundvall endast några strödda recensioner samt ett inträdestal i Vitterhetsakademien (där han blev ledamot 1831): Om romerska vältaligheten vid Upsala universitet under 17:de och 18:de seklerna. Han har författat psalmen Frälsta värld, i nådens under.

## Psalmer
- Den svenska psalmboken 1819
  - 78 Frälsta värld, i nådens under